# تپه و گورستان قصر الدشت
تپه و قبرستان قصر الدشت مربوط به دوره نوسنگی - سده‌های متاخر دوران‌های تاریخی پس از اسلام است و در شهرستان پاسارگاد، بخش مرکزی، دهستان کمین، روستای قصر الدشت، ۵۰۰ متری شمال عمارت ضرغامی واقع شده و این اثر در تاریخ ۳۰ بهمن ۱۳۸۶ با شمارهٔ ثبت ۲۰۷۵۱ به‌عنوان یکی از آثار ملی ایران به ثبت رسیده است.